# جامعة بريتوريا
جامعة بريتوريا (بالإنجليزية: University of Pretoria)‏ و(بالهولندية: Universiteit van Pretoria) و(بالزولو: Yunibesithi ya Pretoria) هي جامعة بحثية عامة مقرها مدينة بريتوريا، العاصمة الإدارية لجمهورية جنوب إفريقيا. تأسست سنة 1908 كفرع لكلية الترانسفال الجامعية بجوهانسبرغ، وهي رابع منشأة تعليمية حالية في جنوب أفريقيا تحصل على صفة جامعة.
بدأت الدراسة بجامعة بريتوريا بإثنين وثلاثين طالبًا في مبنى وحيد على الطراز الفكتوري المتأخر، ووصل عدد طلابها سنة 2010 إلى حوالي 39 ألف طالب، يتوزعون على سبعة مقرات جامعية تشغل مساحة 1120 هكتار.
تضم جامعة بريتوريا تسع كليات ومدرسة إدارة. وتعد كلية العلوم الطبية البيطرية بجامعة بريتوريا ـ التي تأسست سنة 1920 ـ ثانية أقدم كليات الطب البيطري في أفريقيا، وكلية الطب البيطري الوحيدة في جنوب أفريقيا. كانت جامعة بريتوريا أول جامعة خارج أمريكا الشمالية تدشن برنامجًا لدراسة ماجستير إدارة الأعمال، وذلك سنة 1949. ويصنف معهد غوردون لعلوم الأعمال بالجامعة كأفضل مدرسة لإدارة الأعمال في إفريقيا في مجال التعليم التنفيذي، كما يحتل موقعه بين أفضل 50 مدرسة لإدارة الأعمال في العالم، وقد حل المعهد في المركز الأول إفريقيًا والستين عالميًا في تصنيف الفاينانشال تايمز للمدارس التي تمنح درجة ماجستير إدارة الأعمال التنفيذي.
تتصدر جامعة بريتوريا منذ سنة 1997 مؤسسات التعليم العالي في جنوب أفريقيا في إنتاج الأبحاث العلمية، وقد منحت الجامعة سنة 2008 ما مجمله 15.8% من درجات الماجستير والدكتوراه الممنوحة في جنوب إفريقيا في ذلك العام، وتصدرت بذلك جامعات جنوب إفريقيا في هذا الصدد.
لجامعة بريتوريا نادٍ لكرة القدم، صعد إلى الدوري الممتاز (البريميير ليغ) في موسم 2011/2012.

## كليات الجامعة وتواريخ تأسيسها
- كلية التربية (1902)
- كلية الإنسانيات (1908)
- كلية الحقوق (1908)

مبنى كلية الحقوق

- كلية الهندسة والبيئة المبنية وتكنولوجيا المعلومات (1908)
- كلية العلوم الطبيعية والزراعية (1917)
- كلية اللاهوت (1919)
- كلية العلوم الاقتصادية والإدارة (1920)
- كلية العلوم البيطرية (1920)
- كلية العلوم الصحية (1943)
- معهد غوردون لعلوم الأعمال (2000)

## معرض صور

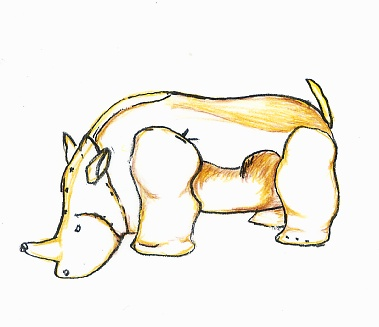
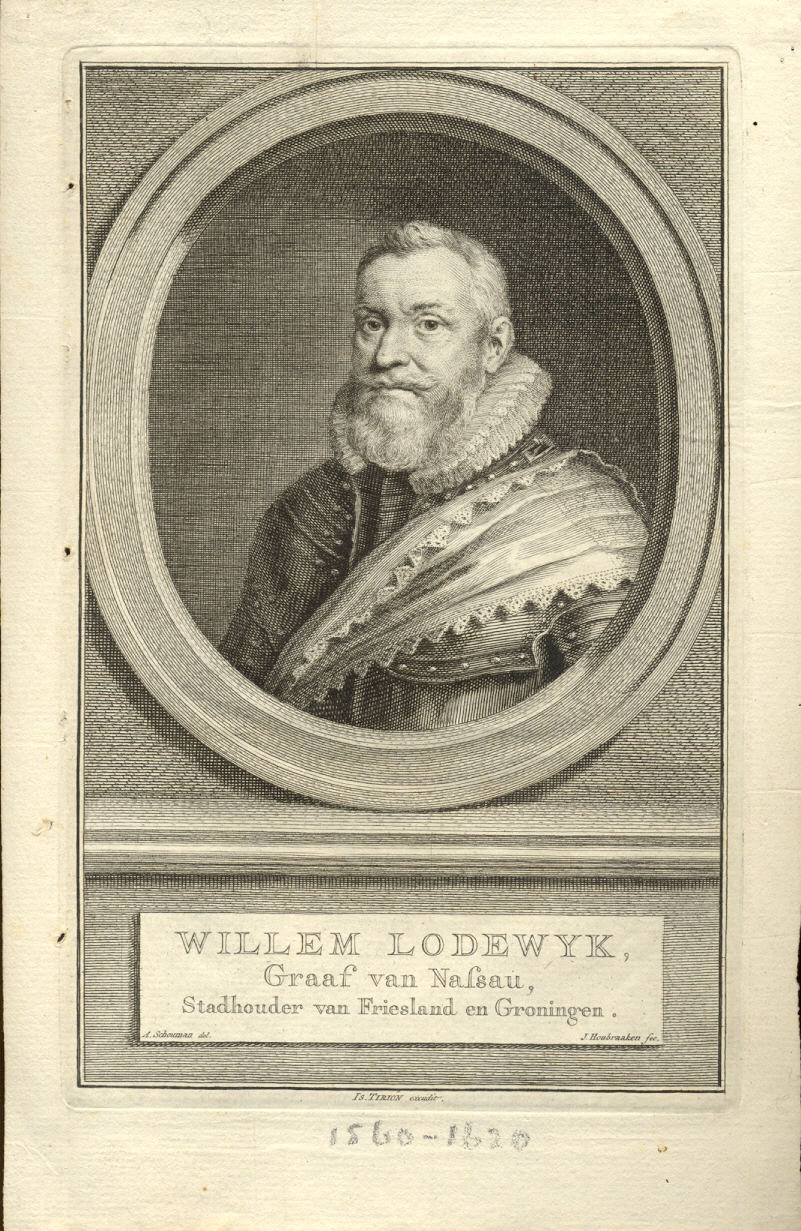
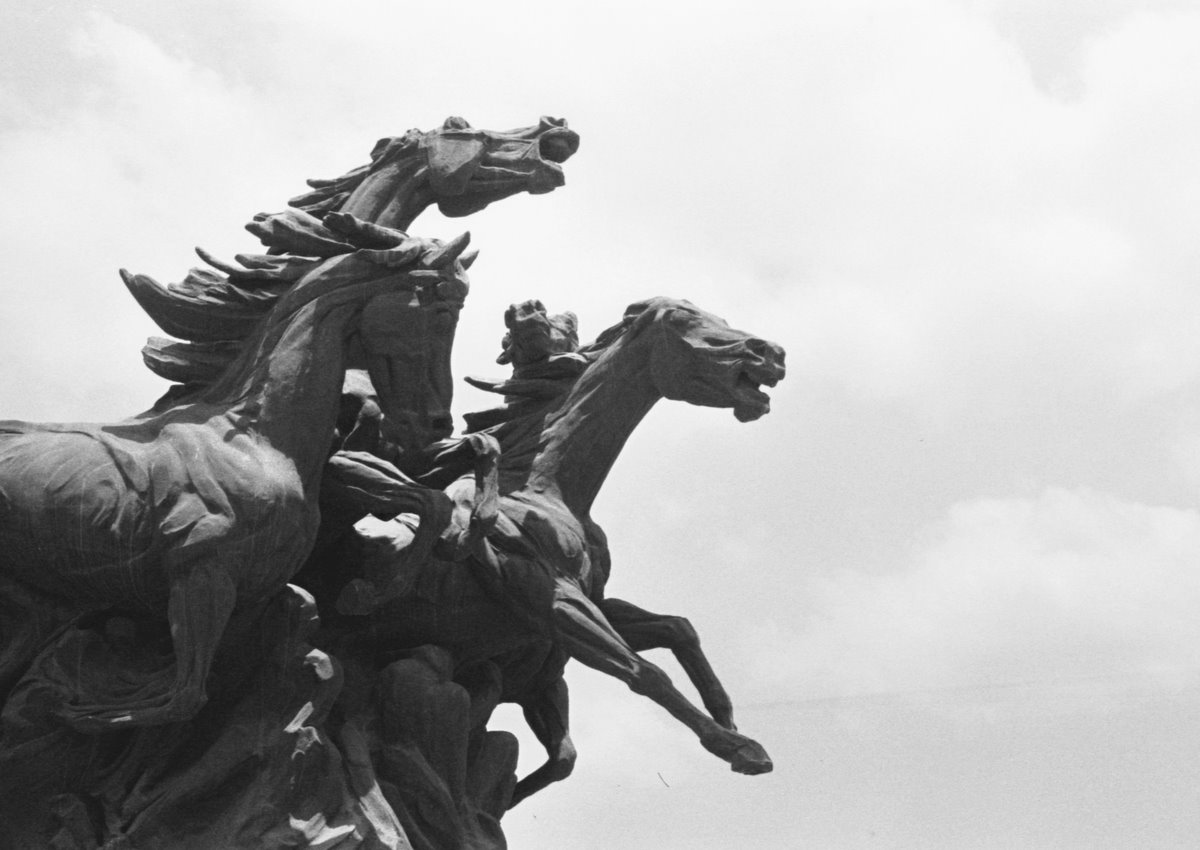

## وصلات خارجية
- الموقع الرسمي للجامعة